# Сосо (Мисисипи)
Сосо (енгл. Soso) град је у америчкој савезној држави Мисисипи.

## Демографија
По попису из 2010. године број становника је 408, што је 29 (7,7%) становника више него 2000. године.
| Група             | 2000.       | 2010.       |
| Белци             | 277 (73,1%) | 314 (77,0%) |
| Афроамериканци    | 86 (22,7%)  | 83 (20,3%)  |
| Азијати           | 0 (0,0%)    | 0 (0,0%)    |
| Хиспаноамериканци | 16 (4,2%)   | 9 (2,2%)    |
| Укупно            | 379         | 408         |